# Johann Sebastian Mueller
Johann Sebastian Mueller  (o anglinizado como "John Miller") (* 1715, Núremberg - 1790, Londres ) fue un grabador, pintor y botánico inglés nacido en Alemania.
Era el padre de otro botánico John F. Miller (1759-1796); y hermano del arquitecto Tobias Miller.
Nació y vivió hasta su adolescencia en Núremberg, donde fue aprendiz y oficial grabador; y a partir de 1744 trabaja en Londres, donde finalmente fallece.
Produjo numerosas ilustraciones para Figures of Plants, de Philip Miller; teniendo el patrocinio del Dr John Fothergill, produciendo su más famosa obra Illustratio Systematis Sexualis Linnaei 1770-77. Sus dibujos originales fueron adquiridos por Catalina la Grande, luego del deceso del Dr. Fothergill; y actualmente se hallan en la "Biblioteca Botánica Komarov" de San Petersburgo. Pasa sus últimos años viviendo y laborando en "10 Vauxhall Walk"; y el 24 de junio de 1792 sus restos descansaron en "St Mary-at-Lambeth Burials".
- La abreviatura «J.S.Muell.» se emplea para indicar a Johann Sebastian Mueller como autoridad en la descripción y clasificación científica de los vegetales.[1]